# Quartel General Supremo das Forças Expedicionárias Aliadas
Quartel General Supremo das Forças Expedicionárias Aliadas (QGSFEA), foi a sede do Comandante das forças Aliados no noroeste da Europa entre o final de 1943 até o fim da Segunda Guerra Mundial na Europa. O General americano Dwight D. Eisenhower estava no comando desde sua criação.

## História durante a Segunda Guerra Mundial
Eisenhower transferiu o comando da Frente de Operações do Mediterrâneo para o QGSFEA, criado em Camp Griffiss, Bushy Park, Teddington, Londres em dezembro de 1943. Sua equipe começou o esboço da Operação Overlord idealizada pelo tenente-general Sir Frederick E. Morgan e pelo major-general Ray Barker. Morgan, que foi designado Chefe do Estado Maior do Comandante Supremo das Forças Aliadas em março de 1943 iniciou o planejamento da invasão da Europa antes da nomeação de Eisenhower e o aprimorou até a versão final que foi executada em 6 de junho de 1944.

## Ordem de Batalha
O Quartel General comandou três Grupos Armados que controlavam um total de oito exércitos terrestres:
- Primeiro Exército Aerotransportado Aliado
- Vigésimo Primeiro Grupo de Exércitos Britânico
  - Primeiro Exército Canadense
  - Segundo Exército Britânico
- Décimo Segundo Grupo de Exércitos Americano
  - Primeiro Exército dos Estados Unidos
  - Terceiro Exército dos Estados Unidos
  - Nono Exército dos Estados Unidos
  - Décimo Quinto Exército dos Estados Unidos
- Sexto Grupo de Exércitos Americano
  - Primeiro Exército Francês
  - Sétimo Exército dos Estados Unidos

## Comandantes
- Supremo Comandante Aliado: General Dwight David Eisenhower
- Segundo Supremo Comandante Aliado: Marechal das Forças Aéreas Sir Arthur Tedder
- Comandantes das Forças Terrestres:
  - Marechal de Campo Sir Bernard Montgomery (21º Grupo de Exércitos)
  - Tenente-General Omar N. Bradley (12º Grupo de Exércitos)
  - Tenente-General Jacob L. Devers (6º Grupo de Exércitos)
- Comandante das Forças Aéreas: Marechal das Forças Aéreas Sir Trafford Leigh-Mallory
- Comandante das Forças Navais: Almirante Sir Bertram Ramsay.[3]